# Cyclocephala lineigera
Cyclocephala lineigera är en skalbaggsart som beskrevs av Höhne 1923. Cyclocephala lineigera ingår i släktet Cyclocephala och familjen Dynastidae. Inga underarter finns listade i Catalogue of Life.